# Pierre Jean François Turpin

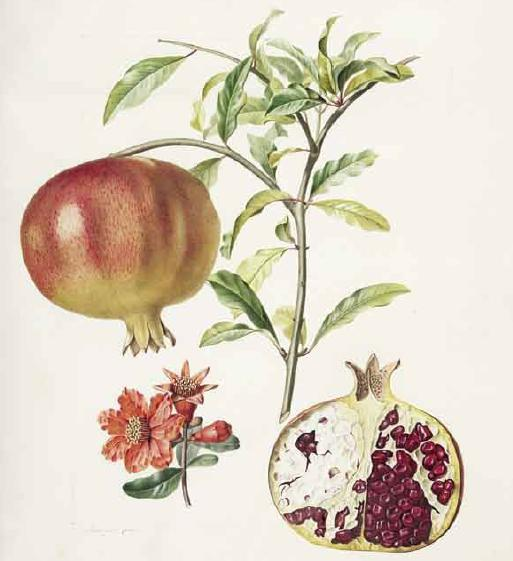
Romã (ilustração de Turpin)

Pierre Jean François Turpin (Vire, 11 de março de 1775 — Paris, 1 de maio de 1840) foi um botânico e ilustrador, considerado um dos maiores ilustradores florais e botânicos da Era Napoleónica, que se distinguiu na descrição da flora das Caraíbas, em especial do Haiti.

## Biografia
Em 1794 foi destacado para o Haiti como membro do Exército Francês. Naquela ilha encontrou o botânico Pierre Antoine Poiteau (1766-1854), com o qual aprendeu botânica, e, entretanto, criou numerosos desenhos de campo descrevendo as plantas que eram estudadas que se tornariam uma base de estudos adicionais para quando retornassem à França. Em relação ao trabalho realizado no Haiti, ele permitiu descrever aproximadamente 800 novas espécies de plantas. Turpin manteria um relacionamento de trabalho com Poiteau ao longo de toda a sua carreira.
Embora mais conhecido pelo seu trabalho botânico, também foi zoólogo e estudou os briozoários, incluindo a espécie Cristatella mucedo, descrevendo o que considerou um ovo dessa espécie, mas que na verdade é uma forma inactiva designada por estatoblasto.
Em 1833 foi eleito membro da Académie des sciences. O géneros de plantas Turpinia foi assim designado em sua honra.
Em resultado da sua colaboração com Poiteau e outros naturalistas, Turpin criou algumas das melhores aguarelas e ilustrações de plantas que se conhecem. Entre as obras que utilizam as ilustrações de Turpin contam-se:
- Augustin Saint-Hilaire Flora Brasiliae Meridionalis em 3 volumes (1825–1832)
- Jules Paul Benjamin Delessert (1773-1847) Icones selectae plantarum.
- Com Pierre Poiteau, produziu uma versão actualizada obra de Henri Louis Duhamel du Monceau (1700-1782) Traité des arbres fruitiers (tratado sobre as árvores de fruto).
- Alexander von Humboldt (1769-1859) e Aimé Bonpland (1773-1858) Plantes Equinoxales (1808).
- Jean Louis Marie Poiret (1755-1834) Leçons de flore: Cours complet de botanique (1819-1820).
- François-Pierre Chaumeton (1775-1819) Flore médicale (1828-1832).